# Homestown (Missouri)
Homestown est une ville du comté de Pemiscot, dans le Missouri, aux États-Unis,. Située au sud du comté elle est incorporée en 1946. La ville s'appelait, initialement, South Wardell.

## Démographie
Lors du recensement de 2010, la ville comptait une population de 151 habitants. Elle est estimée, en 2016, à 142 habitants.

### Source de la traduction
- (en) Cet article est partiellement ou en totalité issu de l’article de Wikipédia en anglais intitulé « Homestown, Missouri » (voir la liste des auteurs).